# Organización Panamericana de la Salud

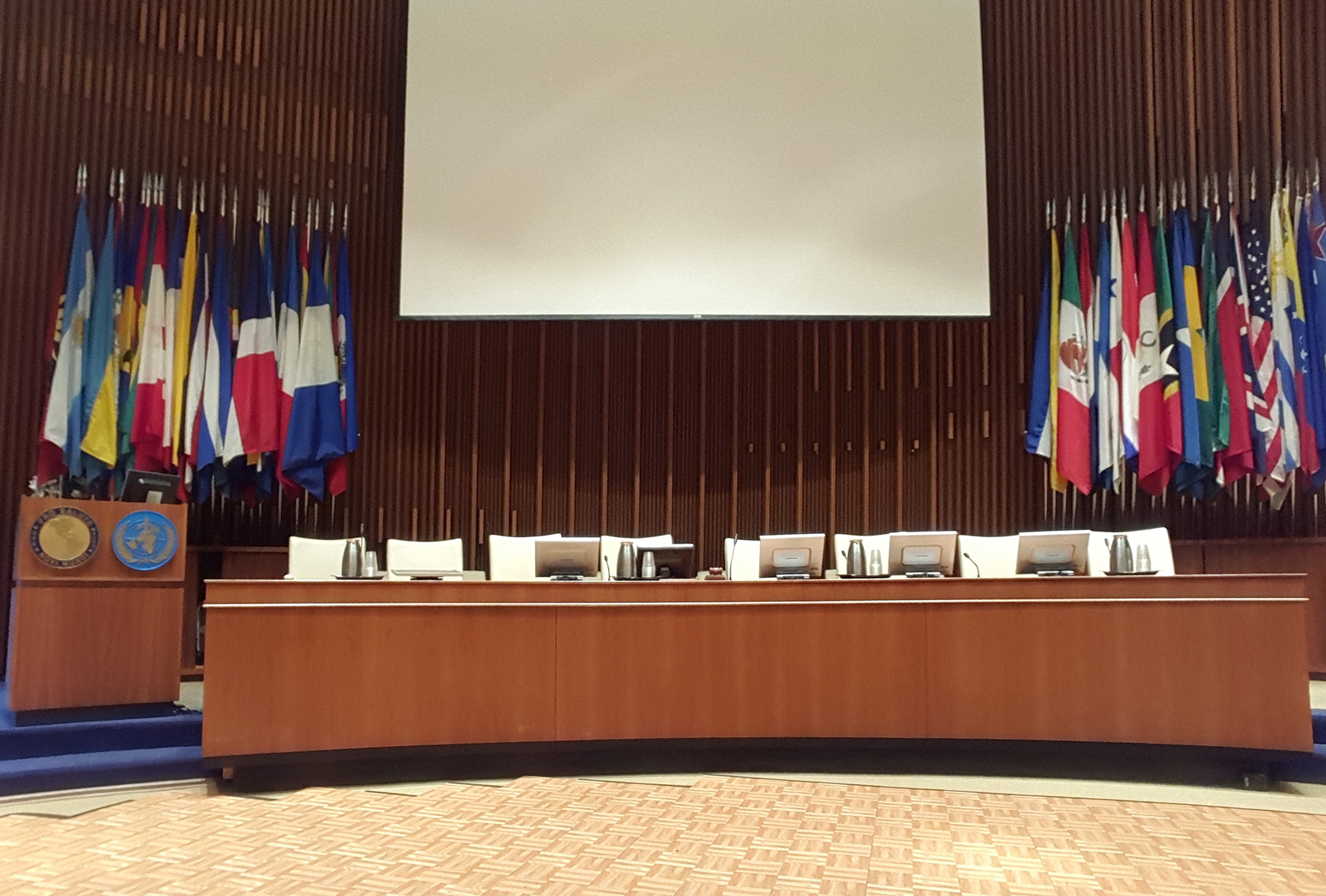
Haupt-Auditorium

Die Organización Panamericana de la Salud (OPS; englisch Pan American Health Organization, PAHO; deutsch Panamerikanische Gesundheitsorganisation) ist die am 2. Dezember 1902 gegründete internationale Organisation beider Amerika. Neben der Zentrale in Washington, D.C. gibt es 27 Landesbüros in verschiedenen Staaten und neun Forschungslabors bzw. -zentren.
Die OPS agiert als WHO-Regionalbüro für Gesamtamerika und damit als eines von insgesamt sechs Regionalbüros in der Weltgesundheitsorganisation. Nach Artikel 54 der Verfassung der Weltgesundheitsorganisation vom 22. Juli 1946 soll die OPS zu gegebener Zeit (in due course) in der Weltgesundheitsorganisation aufgehen; dies wurde jedoch nicht umgesetzt.
Die Arbeitssprachen sind Englisch, Spanisch, Portugiesisch und Französisch.

## Mitglieder

### Mitgliedstaaten
Der Organisation gehören 35 amerikanische Staaten an:
| Staat                          | Beitritt           |
| Antigua und Barbuda            | 20. September 1982 |
| Argentinien                    | 27. September 1937 |
| Bahamas                        | 8. Oktober 1974    |
| Barbados                       | 2. Oktober 1967    |
| Belize                         | 20. September 1982 |
| Bolivien                       | 22. März 1929      |
| Brasilien                      | 29. Oktober 1929   |
| Kanada                         | 27. September 1971 |
| Chile                          | 3. Oktober 1929    |
| Kolumbien                      | 21. Juni 1933      |
| Costa Rica                     | 13. Dezember 1926  |
| Kuba                           | 22. Juni 1925      |
| Dominica                       | 21. September 1981 |
| Dominikanische Republik        | 18. November 1929  |
| Ecuador                        | 27. September 1930 |
| El Salvador                    | 28. Mai 1926       |
| Grenada                        | 29. September 1977 |
| Guatemala                      | 10. Mai 1933       |
| Guyana                         | 2. Oktober 1967    |
| Haiti                          | 25. Juni 1926      |
| Honduras                       | 15. Januar 1957    |
| Jamaika                        | 23. August 1962    |
| Mexiko                         | 1. März 1929       |
| Nicaragua                      | 17. Dezember 1927  |
| Panama                         | 9. März 1929       |
| Paraguay                       | 14. Juni 1939      |
| Peru                           | 20. November 1926  |
| St. Lucia                      | 22. September 1980 |
| St. Kitts und Nevis            | 24. September 1984 |
| St. Vincent und die Grenadinen | 21. September 1981 |
| Suriname                       | 29. September 1976 |
| Trinidad und Tobago            | 20. September 1963 |
| Uruguay                        | 14. Dezember 1928  |
| Venezuela                      | 13. März 1933      |
| Vereinigte Staaten             | 28. März 1925      |

### Assoziierte Mitglieder
Aruba

 Curaçao

 Puerto Rico

 Sint Maarten

### Partizipierende Staaten
Frankreich

 Niederlande

 Vereinigtes Königreich

### Beobachterstatus
Portugal

 Spanien

## Direktoren
Die Direktoren werden von den Mitgliedern gewählt. Direktoren waren:
- Walter Wyman (USA) 1902–1911
- Rupert Blue (USA) 1912–1920
- Hugh Cumming (USA) 1920–1947
- Fred Soper (USA) 1947–1959
- Abraham Horwitz (Chile) 1959–1975
- Hector Acuña (Mexiko) 1975–1983
- Carlyle Guerra de Macedo (Brasilien) 1983–1995
- George Alleyne (Barbados) 1995–2003
- Mirta Roses Periago (Argentinien) 2003–2013[5]
- Carissa F. Etienne (Dominica) 2013–2023[6]

Aktueller Direktor ist:
- Jarbas Barbosa (Brasilien), seit 2023[7]

## Einrichtungen
- BIREME: Die Biblioteca Regional de Medicina (BIREME) besteht seit 1967[8] und befindet sich auf dem Campus der Universidade Federal de São Paulo (Brasilien).[9]

## Geschichte
Den Anstoß für die Gründung der Vorläuferorganisation Pan-American Sanitary Bureau im Jahr 1902 gaben Gesundheitsexperten und -politiker aus den USA. Es handelte sich um die erste länderübergreifende Gesundheitsorganisation der Welt. Aus Sicht der USA sollte die Organisation frühzeitig vor Ausbrüchen ansteckender Krankheiten in Süd- und Mittelamerika warnen und dadurch eine Einschleppung in die USA insbesondere über den Schiffsverkehr vermeiden.